# David Vivas
David Alejandro Vivas Larrua (* 6. Oktober 1998) ist ein venezolanischer Leichtathlet, der sich auf den Sprint spezialisiert hat. Er ist aktuell Inhaber des Landesrekordes im 100-Meter-Lauf.

## Sportliche Laufbahn
Erste Erfahrungen bei internationalen Meisterschaften sammelte David Vivas im Jahr 2018, als er bei den U23-Südamerikameisterschaften in Cuenca in 10,68 s den vierten Platz im 100-Meter-Lauf belegte und über 200 m das Finale erreichte, dort aber nicht mehr an den Start ging. 2022 gewann er dann bei den Hallensüdamerikameisterschaften in Cochabamba in 6,63 s die Silbermedaille im 60-Meter-Lauf hinter dem Brasilianer Felipe Bardi. Anschließend erreichte er bei den Hallenweltmeisterschaften in Belgrad das Halbfinale und schied dort mit 6,79 s aus. Im Mai belegte er bei den Ibero-Amerikanischen Meisterschaften in La Nucia in 10,48 s den siebten Platz über 100 Meter und gelangte mit der venezolanischen 4-mal-100-Meter-Staffel mit 40,11 s auf Rang vier. Anschließend wurde er bei den Juegos Bolivarianos in Valledupar in 10,51 s Achter über 100 Meter und gewann mit der Staffel in 39,75 s die Silbermedaille hinter dem Team aus der Dominikanischen Republik. Im Oktober nahm er an den Südamerikaspielen in Asunción teil und belegte dort in 10,71 s den sechsten Platz über 100 Meter. Zudem siegte er in 39,47 s gemeinsam mit Abdel Kalil, Alexis Nieves und Rafael Vásquez in der 4-mal-100-Meter-Staffel.
2023 belegte er bei den Südamerikameisterschaften in São Paulo in 10,24 s den sechsten Platz über 100 Meter und verpasste über 200 Meter mit 21,32 s den Finaleinzug. Zudem gewann sie mit der Staffel in 39,55 s die Bronzemedaille hinter den Teams aus Brasilien und Paraguay. Zuvor schied er bei den Zentralamerika- und Karibikspielen in San Salvador mit 21,21 s im Vorlauf über 200 Meter aus und gewann mit der 4-mal-100-Meter-Staffel in 39,13 s die Bronzemedaille hinter den Teams aus Trinidad und Tobago und der Dominikanischen Republik. Im November belegte er bei den Panamerikanischen Spielen in Santiago de Chile in 39,81 s den siebten Platz im Staffelbewerb. Im Jahr darauf gewann er bei den Hallensüdamerikameisterschaften in Cochabamba in 6,78 s die Bronzemedaille über 60 Meter hinter dem Brasilianer Felipe Bardi und Aron Earl aus Peru. 2025 sicherte er sich bei den Südamerikameisterschaften in Mar del Plata in 39,84 s gemeinsam mit Ángel Alvarado, Bryant Álamo und Alexis Nieves die Bronzemedaille hinter den Teams aus Kolumbien und Brasilien.
In den Jahren 2019, 2021 und 2023 wurde Vivas venezolanischer Meister im 100-Meter-Lauf sowie 2023 auch über 200 Meter. Zudem wurde er 2024 Landesmeister in der 4-mal-100-Meter-Staffel.

## Persönliche Bestzeiten
- 100 Meter: 10,24 s (+0,8 m/s), 28. Juli 2023 in São Paulo (venezolanischer Rekord)
  - 60 Meter (Halle): 6,63 s, 19. Februar 2022 in Cochabamba
- 200 Meter: 21,07 s (+1,9 m/s), 6. Mai 2023 in Barquisimeto